# Lehi
|  | Per a altres significats, vegeu «Ramath-Lehi». |

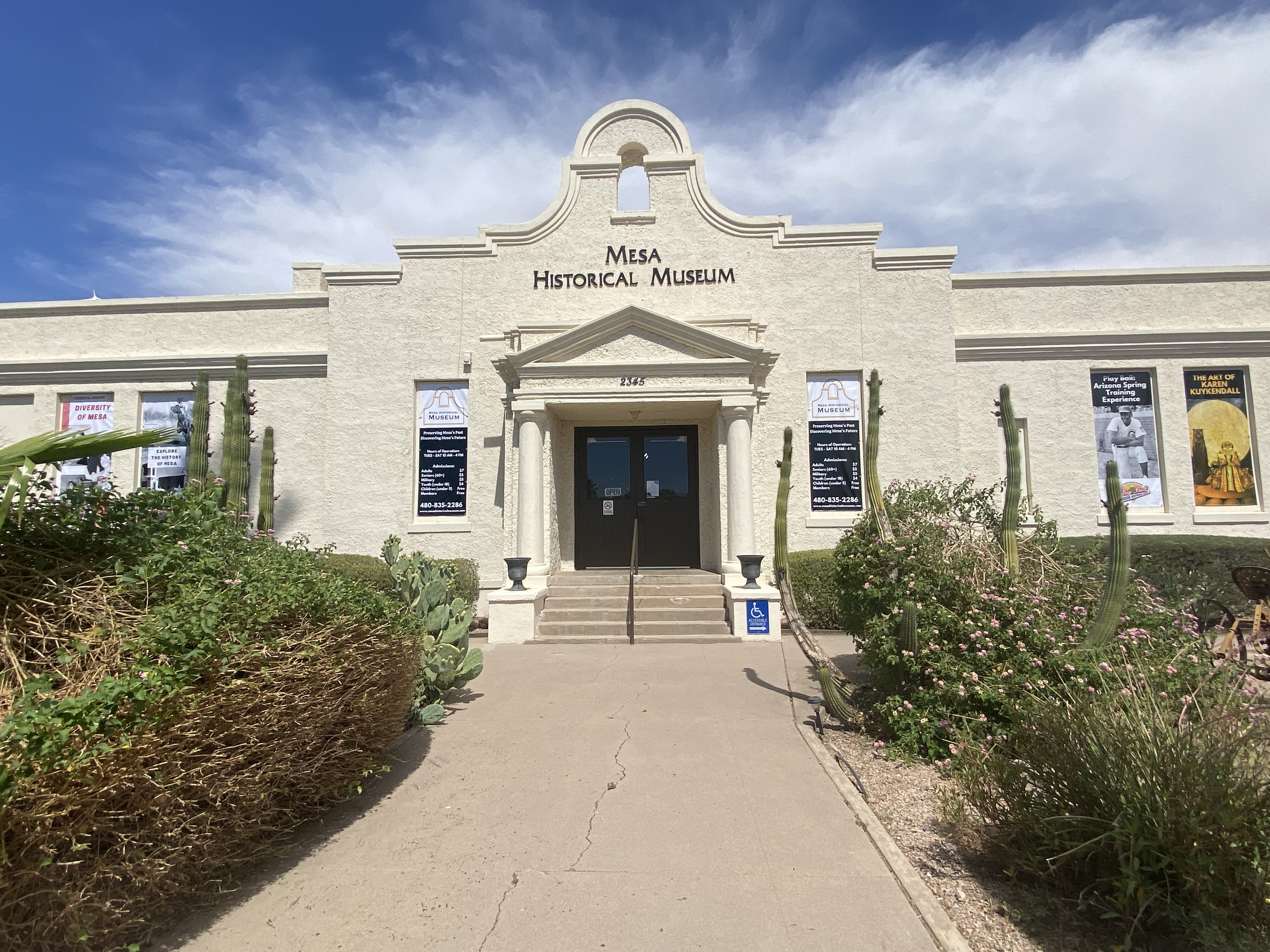
Museu de Mesa.

Lehi és ara una comunitat diferenciada a Mesa (Arizona), tot i que Lehi existia abans de la fundació de Mesa. Lehi es va annexionar al seu antic veí molt més gran el 1970, i ara és el límit nord del centre de Mesa. Lehi va ser conegut inicialment com Jonesville i Fort Utah; no va rebre el nom de Lehi fins al 1883 quan l'apòstol LDS Brigham Young, Jr. va recomanar canviar el nom de l'assentament amb el nom del profeta Lehi del Llibre de Mormó.
Lehi és adjacent al riu Salt al nord, el canal consolidat al sud, i una part de la ruta estatal d'Arizona 202 que travessa la zona. També limita amb la comunitat índia Pima-Maricopa Salt River.
Hi destaquen l'Old Lehi School, que fou inclòs al Registre Nacional de Llocs Històrics l'agost de 2001, i actualment és la seu del Mesa Historical Museum (museu històric de Mesa).
Lehi fou establert per membres de l'Església de Jesucrist dels Sants dels Darrers Dies, sota la direcció de Daniel W. Jones. Brigham Young havia encarregat a Jones d'iniciar una colònia mormona a la vall del riu Salt del territori d'Arizona. La part de l'assentament va abandonar el territori de Utah des de St. George i va arribar al lloc el març de 1877. La invitació de Jones als nadius americans locals a viure amb ells es va convertir en una proposta controvertida, i la meitat de la colònia inicial va marxar, passant a fundar-se. St. David (Arizona).